# Sankt Andrä im Lungau
Sankt Andrä im Lungau, St. Andrä im Lungau – gmina w Austrii, w kraju związkowym Salzburg, w powiecie Tamsweg. Liczy 754 mieszkańców (1 stycznia 2015).